# غوستاف أ. اولسن-بيرغ
غوستاف أ. اولسن-بيرغ هو محرر ونقابي وسياسي نرويجي، ولد في 31 مارس 1862 في Stokke ‏ في النرويج، وتوفي في 19 أغسطس 1896. نشط حزبياً في حزب العمال. وقد انتخب زعيم حزب حزب العمال (1893 – 1894).